# باتريشيا هيدلستون
باتريشيا هيدلستون (9 مايو 1933 - 8 ديسمبر 2017)، والمعروفة أيضًا باسم بات هيدلستون، هي عالمة رياضيات اسكتلندية، قضت معظم حياتها المهنية في رودسيا الشمالية، وسط أفريقيا.

## النشأة
ولدت باتريشيا والاس في 9 مايو 1933 لمالكي الفندق هاري وجيسي والاس من ترون، اسكتلندا. حصلت على درجات جيدة في المدرسة وذهبت لدراسة الرياضيات والفلسفة الطبيعية في جامعة إدنبرة. تخرجت في عام 1956 مع أول مزدوج وحصلت على ميدالية نابير في الرياضيات.

## المسار المهني
تخرجت في يوليو 1956 وتزوجت في نفس الشهر من جورج هيدلستون وأصبح اسمها بات هيدلستون. تقدمت هي وزوجها بطلب إلى الحكومة للحصول على وظيفة في الخارج وتم ارسالهما لرودسيا الشمالية.
عملت باتريشيا في مدرسة مونالي الثانوية، ثم كلية تدريب المعلمين بالقرب من لوساكا. درست لنيل درجة الدكتوراه في جامعة جنوب أفريقيا، وأصبحت لاحقًا أول عضو في قسم الرياضيات في جامعة زامبيا، حيث ألقت محاضرة من 1965-1970.
بعد 14 عامًا، عادت باتريشيا وعائلتها إلى اسكتلندا حتى يتمكن الأطفال الأربعة من الحصول على تعليم عالٍ هناك. وكانت هيدلستون مديرة مدرسة سانت مارجريت في إدنبرة.
في عام 1984، انتقلت باتريشيا إلى جنوب إفريقيا لتصبح مديرة كلية دوربان للبنات، حيث أشرفت على حراك المدرسة لقبول جميع الأجناس.
ذهبت باتريشيا بعد ذلك لتدريس الرياضيات في جامعة ملاوي في عام 1988. واصلت هذا العمل حتى وفاة زوجها في عام 1996، وبعد ذلك انتقلت إلى مهنة استشارية تشمل تقديم مستشار حكومي بشأن تشجيع النساء في دراسات العلوم والتكنولوجيا والهندسة والرياضيات وتدريب المعلمين وتطويرهم. كما شاركت باتريشيا أيضًا في كتابة وتحرير عدد من المراجع.
تطوعت باتريشيا في ألعاب الكومنولث 2014 في جلاسكو وتم تكريمها من قبل معهد جامعة إدنبرة للرياضيات لخدمات الحياة لتعليم الرياضيات في عام 2015.

## الوفاة والذكرى
استمرت باتريشيا في العمل حتى سن 82، عندما مرضت أثناء رحلة إلى بنغلاديش وتم تشخيص إصابتها بسرطان المبيض.
في عام 2018، بدأت جامعة إدنبرة في تقديم منحة باتريشيا هيدلستون الصيفية.